# Santa Croce del Sannio
Santa Croce del Sannio är en ort och kommun i provinsen Benevento i regionen Kampanien i Italien. Kommunen hade 897 invånare (2017).